# Лелёв
Лелёв (укр. Лелів) — покинутая деревня (после аварии на ЧАЭС) Чернобыльского района
Киевской области Украины.

## Описание
Деревня располагается на правом берегу Припяти в 4 км от Чернобыля.
Первое письменное упоминание относится к 1648 году, когда в деревне уже имелось 27 дворов. В Российской империи входила в состав Радомысльского уезда Киевской губернии. До 1832 года принадлежала Шепелицкому имению Овручского базилианского монастыря. В 1900 году в деревне насчитывалось 109 крестьянских дворов. Имелась школа грамоты. Главным занятием жителей являлось земледелие. За крестьянами числилось 1276 десятин земли (около 1400 га). На территории поселения находилась Лелевская владельческая ферма с 700 десятинами земли (≈760 га), принадлежащая помещику Николаю Семёновичу Лелявскому.
Лелёв была полностью выселена из-за сильного радиационного загрязнения и официально снята с учёта в 1999 году. Жители переселены в село Недра Барышевского района. Бо́льшая часть селения Лелёв сгорела во время апрельских пожаров в 2020 году.
В километре к югу от деревни обнаружены остатки древнейшего поселения эпохи бронзы (Среднеднепровской культуры), Милоградской культуры и времени Древней Руси (XII—XIII вв.).

## Население
| Годы      | 1864 | 1887 | 1900 | Накануне аварии на ЧАЭС |
| --------- | ---- | ---- | ---- | ----------------------- |
| Население | 319  | 480  | 631  | 1233                    |